# Hłuchiwci (osiedle)
Hłuchiwci (ukr. Глухівці) – osiedle na Ukrainie, w obwodzie winnickim, w rejonie chmielnickim, w hromadzie Hłuchiwci. W 2001 liczyło 56 mieszkańców.